# Trinway
Trinway – jednostka osadnicza w Stanach Zjednoczonych, w stanie Ohio, w hrabstwie Muskingum.
Uczniowie z Trinway uczęszczają do szkół w lokalnym okręgu szkolnym Tri-Valley.